# Брущево
Брущево (пол. Bruszczewo) — село в Польщі, у гміні Сміґель Косцянського повіту Великопольського воєводства.
Населення — 350 осіб (2011).
У 1975-1998 роках село належало до Лешненського воєводства.

## Демографія
Демографічна структура станом на 31 березня 2011 року:
|          | Загалом | Допрацездатний вік | Працездатний вік | Постпрацездатний вік |
| -------- | ------- | ------------------ | ---------------- | -------------------- |
| Чоловіки | 173     | 34                 | 126              | 13                   |
| Жінки    | 177     | 42                 | 111              | 24                   |
| Разом    | 350     | 76                 | 237              | 37                   |